# NGC 2476
NGC 2476 je galaksija u zviježđu Risu.

## Vanjske poveznice
- SEDS: NGC 2476